# Balanophora fungosa
Balanophora fungosa, às vezes conhecida como raiz de fungo, é uma planta com flor da família Balanophoraceae que existe no sul da Ásia, sudeste da Ásia, Austrália e algumas ilhas do Pacífico. É um parasita obrigatório que cresce nas raízes das árvores da floresta tropical. A estrutura florida consiste em um globo coberto com milhares de pequenas flores femininas. O globo é cercado em sua base por um número muito menor de flores masculinas. Em flor, a planta emite um odor semelhante aos dos ratos.